# 와타나베 지히로
와타나베 지히로(일본어: 渡辺 千尋, 1983년 12월 11일 ~ )는 일본의 여자 축구 선수이다.

## 구단 경력
나데시코 리그의 다사키 페룰레 FC에서 활동했다.

## 국가대표팀 경력
그녀는 2002년 FIFA U-19 세계 여자 축구 선수권 대회에 참가할 일본 U-19 국가대표팀에 발탁되었으며, 2경기에 출전했다.